# Pogogyne nudiuscula
Pogogyne nudiuscula är en kransblommig växtart som beskrevs av Asa Gray. Pogogyne nudiuscula ingår i släktet Pogogyne och familjen kransblommiga växter. Inga underarter finns listade i Catalogue of Life.